# Bočna
Bočna je naselje v Občini Gornji Grad. Leži pod vznožjem Menine planine v spodnji Zadrečki dolini ob cesti Mozirje - Gornji Grad. Ima okoli 500 prebivalcev, ki živijo v 130 hišnih številkah.

## Znani Bočani
- Josip Tominšek (1872–1954), jezikoslovec, slavist, literarni zgodovinar, letalski simpatizer-prvi predsednik aerokluba Naša Krila in planinec, častni meščan Celja.

## Znamenitosti
Najbolj znana znamenitost Bočne je njen stolp v njenem središču.